# Pearling

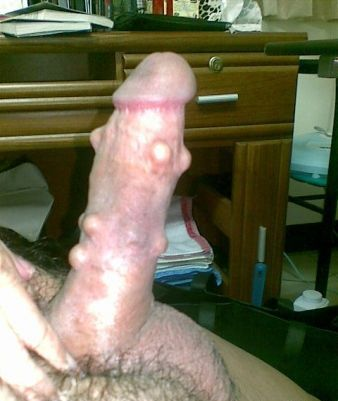
Un pene che è stato sottoposto a pearling

Il pearling, anche detto genital beading o incrostazione del pene, è una forma di modificazione corporea che consiste nell'inserimento di piccole perline, realizzate in diversi materiali, sotto la pelle degli organi genitali. Nella maggior parte dei casi il pearling riguarda l'organo sessuale maschile, con inserimenti di perline sia sotto la pelle dell'asta del pene che del prepuzio, per quanto invece riguarda l'organo sessuale femminile, le perline vengono inserite sotto la pelle delle grandi e delle piccole labbra.
Presente nei paesi del sud-est asiatico, dove spesso era effettuato con perle ("pearling" deriva proprio dalla parola inglese "pearl"), a partire almeno dal XV secolo, il pearling si  è poi diffuso nel resto dell'Asia e infine, dalla fine del XX secolo, in tutto l'Occidente. Oggi però le perle sono state sostituite da perline realizzate soprattutto in silicone ma anche in titanio, acciaio chirurgico e teflon, e talvolta, al posto di queste ultime, si utilizzano barrette o comunque oggetti di forma non necessariamente tonda.
Questa modificazione corporea non va confusa con i piercing genitali, quali ad esempio l'ampallang e l'apadravya, perché, contrariamente a quanto accade in queste ultimi, nel pearling il gioiello rimane sempre sotto la pelle.

## Procedure

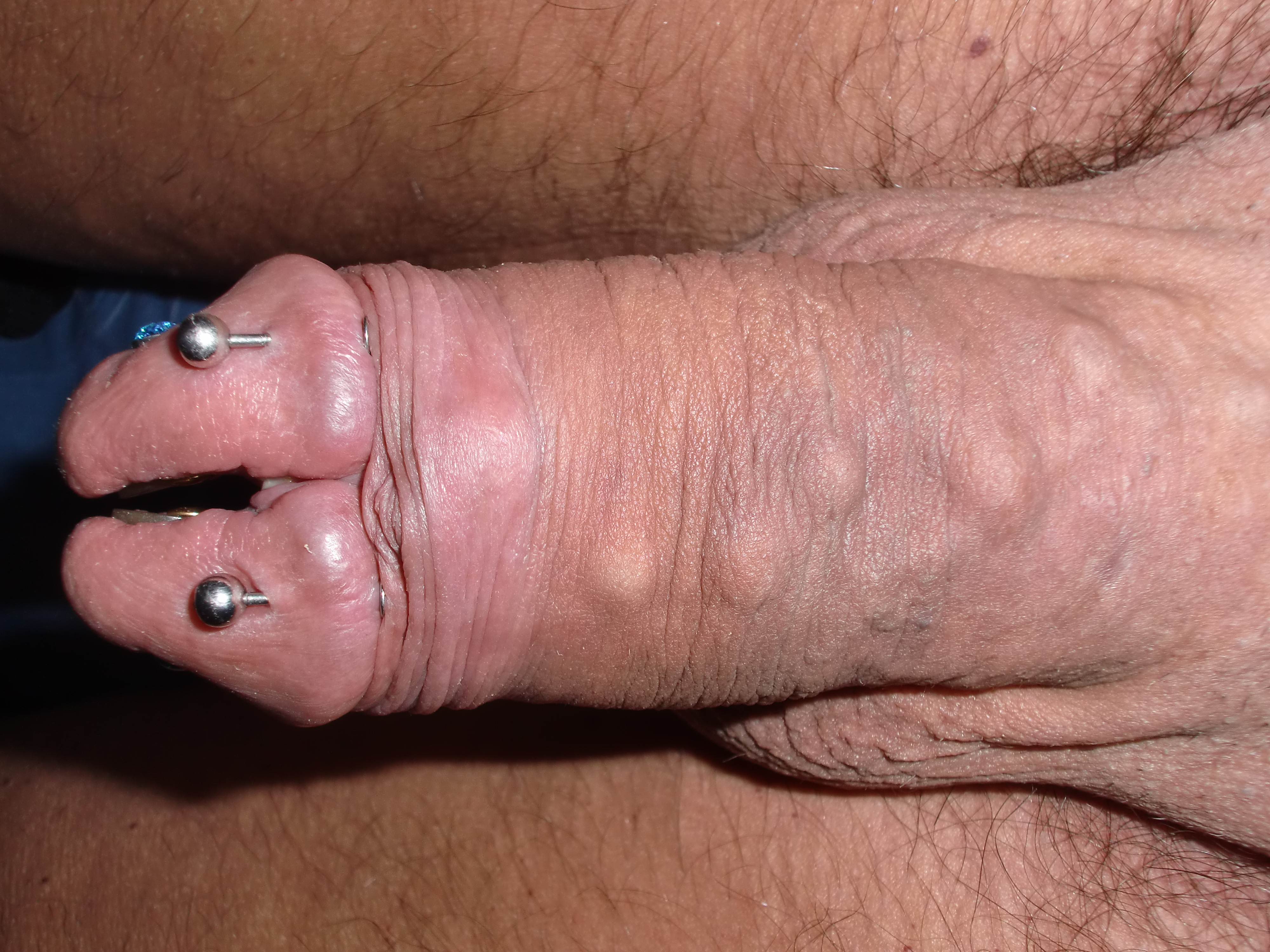
Un pene che è stato sottoposto a una meatotomia, la bisezione del glande, e a cui sono stati applicati alcuni dydoe e delle perline sottocutanee a livello dell'asta

Il pearling viene effettuato con due procedure, una molto simile a quella utilizzata per praticare un piercing del frenulo e una molto simile a quella con cui si effettua un impianto sottocutaneo. In entrambi, l'operazione deve essere effettuata da piercer specializzati in questo tipo di pratiche che devono essere in possesso di strumenti idonei.

Nel primo caso, il tessuto viene trapassato con un ago da piercing piuttosto largo o con un bisturi, dopodiché nel foro viene inserito un tubetto divaricatore per mantenerlo allargato e, con l'uso di un'asta, una perlina viene spinta a sostituire il divaricatore, il quale viene quindi rimosso. A questo punto le due incisioni vengono suturare o semplicemente medicate con un cerotto a farfalla. I vantaggi di questa tecnica sono sicuramente la facilità, la velocità e il fatto che il dolore non è superiore a quello di un comune piercing del prepuzio. D'altro canto, però, questa tecnica limita le dimensioni delle perline utilizzabili e per ogni perlina sono comunque necessarie due incisioni.

La seconda tecnica è invece più simile a quella utilizzata per gli impianti artistici sottocutanei ed è quella più comunemente adottata per il pearling femminile. In essa, il tecnico effettua una singola incisione a poca distanza da dove si vuole collocare la perlina, separa l'ipoderma dai tessuti connettivi utilizzando un sollevatore dermico, ossia uno strumento simile a una spatola, creando una specie di tasca o di tunnel in cui inserire l'impianto, e inserisce quindi la perlina per poi suturare o incerottare l'incisione. I vantaggi di questa tecnica sono il fatto di poter utilizzare inserti di quasi ogni forma e dimensione e il fatto che essa richieda una sola incisione in cui può essere inserita anche un'intera fila di perline; i contro sono invece rappresentati dal fatto che essa risulta più invasiva e più dolorosa della precedente e che necessita di conoscenze mediche aggiuntive da parte del tecnico.

## Guarigione e rischi
Una volta messe in sede, le perline sono pressoché permanenti ma possono comunque essere rimosse chirurgicamente. Utilizzando perline di alta qualità e rivolgendosi a esperti che prestino le dovute attenzioni all'anatomia del soggetto e alla sterilizzazione degli strumenti, la guarigione è relativamente indolore e priva di rischi, così che, a parte il regolare lavaggio delle parti interessate, non è necessario alcun trattamento se non la rimozione delle eventuali suture. In alcuni rari casi si può avere un rigetto che porta alla formazione di vesciche in corrispondenza della perlina, la quale viene poi espulsa attraverso la pelle come accade per una scheggia. Nel caso di infezioni dovute, ad esempio, alla scarsa pulizia delle perline prima dell'impianto, se gli antibiotici prescritti dal medico non funzionano è necessario rimuovere chirurgicamente le perline.

Nel tempo impiegato dalla pelle a incapsulare la perlina nel sito di inserzione, è possibile che quest'ultima si sposti dal sito originale e che quindi il risultato definitivo del pearling non sia esteticamente quello desiderato; per questo solitamente si consiglia di evitare ogni sorta di attività sessuale per almeno due settimane dall'esecuzione dell'intervento.
Poco si sa dei rischi a lungo termine di questa pratica. Uno studio effettuato su 60 persone con perline sottocutanee ha mostrato che, a distanza di otto anni, il 96,6% degli intervistati non aveva riscontrato alcuna complicazione, tuttavia quello che molti urologi sostengono è che il pearling potrebbe portare a un'ampia gamma di effetti collaterali anche gravi, dalle infezioni da ferita e formazioni di ascessi, all'insorgenza di tumori maligni.

## Motivazioni
Al di là dell'estetica, le motivazioni che spingono i diversi soggetti a sottoporsi a interventi di pearling sono legati all'aumento del piacere sessuale, sia dei soggetti stessi che dei loro partner. Le perline sottocutanee presenti in un pene garantiscono infatti una maggior frizione delle pareti vaginali; dato che il pearling del pene solo raramente interessa la base dell'organo, però, sembra che la stimolazione del clitoride durante la penetrazione non risulti invece aumentata.

Da studi fatti è emerso che, se per la maggior parte degli intervistati, circa il 64%, è quindi l'aumento del piacere sessuale per il partner la principale motivazione che porta a sottoporsi al pearling, un altro 18% sostiene di averlo fatto come rito di affiliazione atto a sentirsi parte di uno specifico gruppo di persone.

## Storia e cultura
L'origine precisa del pearling non è conosciuta, tuttavia antichi documenti cinesi indicano che tale pratica è stata importata in Cina dal sud-est asiatico non più tardi dei primi anni del XV secolo. In tali documenti ci si riferisce agli inserti chiamandoli "mianling", traducibile dal cinese come "campane birmane".
Sembra che il pearling fosse praticato in diverse forme nelle popolazioni delle isole Visayas e di Luzon, nelle Filippine, nell'era pre-coloniale; tanto che Antonio Pigafetta, un navigatore italiano che fu al fianco di Ferdinando Magellano nella prima circumnavigazione del globo, ha descritto nei suoi diari una tecnica simile al moderno pearling e praticata dai maschi filippini con perline o barrette d'oro. La pratica era così diffusa che, stando a quanto riferito a Pigafetta dagli uomini da lui intervistati, le donne locali si rifiutavano di avere rapporti sessuali con chi non fosse dotato di perline. Oltre che nelle Filippine, sembra che il pearling fosse praticato anche in Thailandia e in Indonesia, ma che sia poi sparito dalla storia a metà del XVII secolo, sotto la pressione religiosa di islamismo e cristianesimo.

Stando a quanto riportato da Ryan Jacobs in un numero del 2013 della rivista The Atlantic, sembra che gli odierni marinai nativi delle Filippine, forse memori dell'antica usanza del loro paese, pratichino il pearling, da loro chiamato "bolitas", inserendosi sotto la pelle del pene, dopo averli disinfettati, oggetti che vanno da pezzi di plastica a sassolini, per distinguersi dagli altri marinai nei loro rapporti con le prostitute.

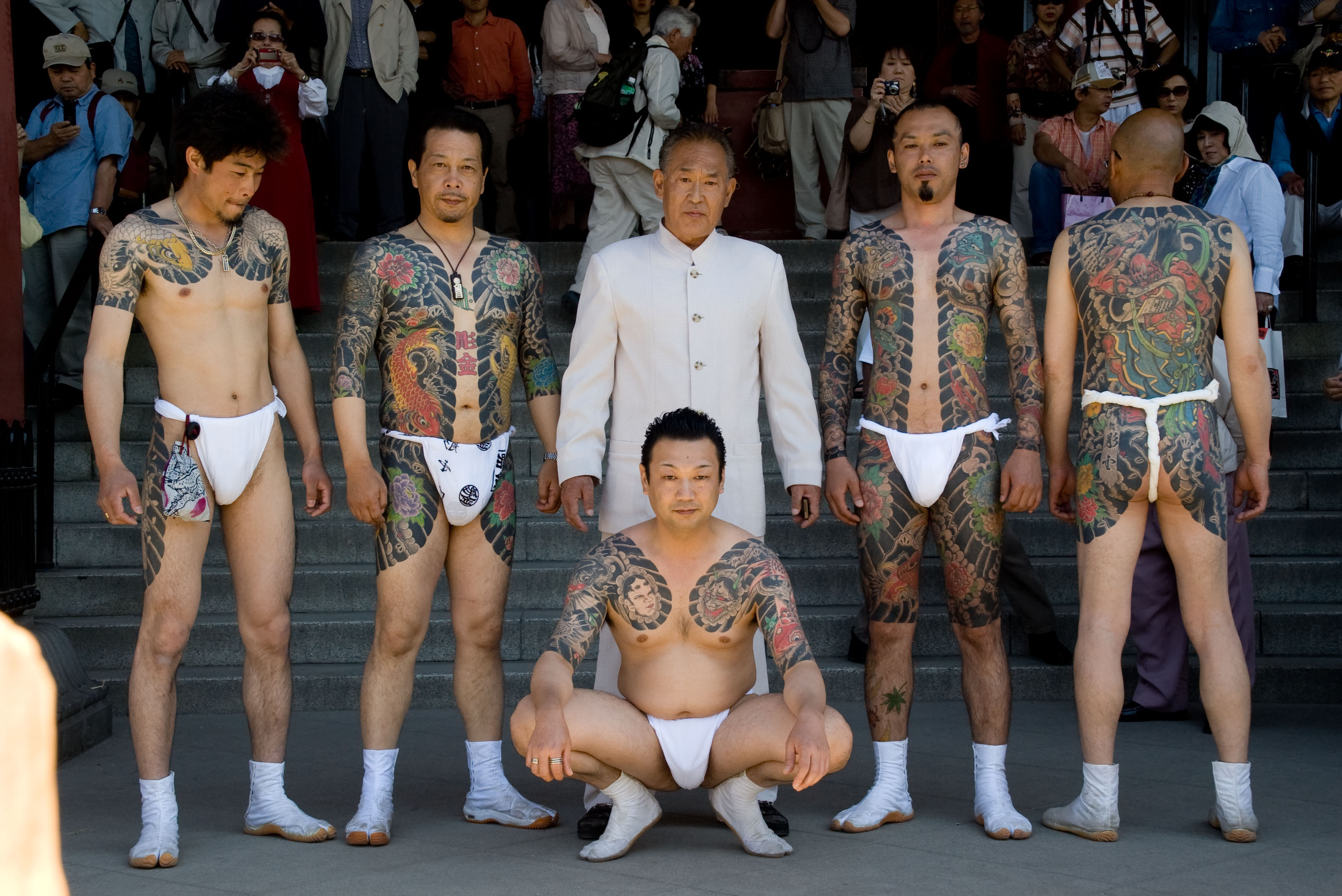
Uno dei gruppi yakuza durante una vacanza al Sanja Matsuri

Un altro utilizzo storico del pearling è quello praticato dagli appartenenti ad alcuni gruppi della yakuza, un'organizzazione criminale tradizionale giapponese. Noti anche per i grandi tatuaggi irezumi, gli appartenenti a tali gruppi utilizzano il pearling quando finiscono in carcere, aggiungendo una perlina per ogni anno lì trascorso. Ancora oggi sembra che il pearling sia spesso praticato in carcere, sebbene non più solo dai membri della yakuza e non più solo in Asia, ad esempio, stando a uno studio pubblicato nel 2013 ed effettuato su 41 carceri del Nuovo Galles del Sud e del Queensland, in Australia, il 73% dei detenuti che avevano inserti sottocutanei nel pene si erano sottoposti al pearling proprio all'interno del carcere.